# Jean-François Klobb
Jean-François Arsène Klobb (Ribeauvillé, 29 giugno 1857 – Niger, 14 luglio 1899) è stato un ufficiale francese. Perse la vita durante la missione Voulet-Chanoine.

## Biografia

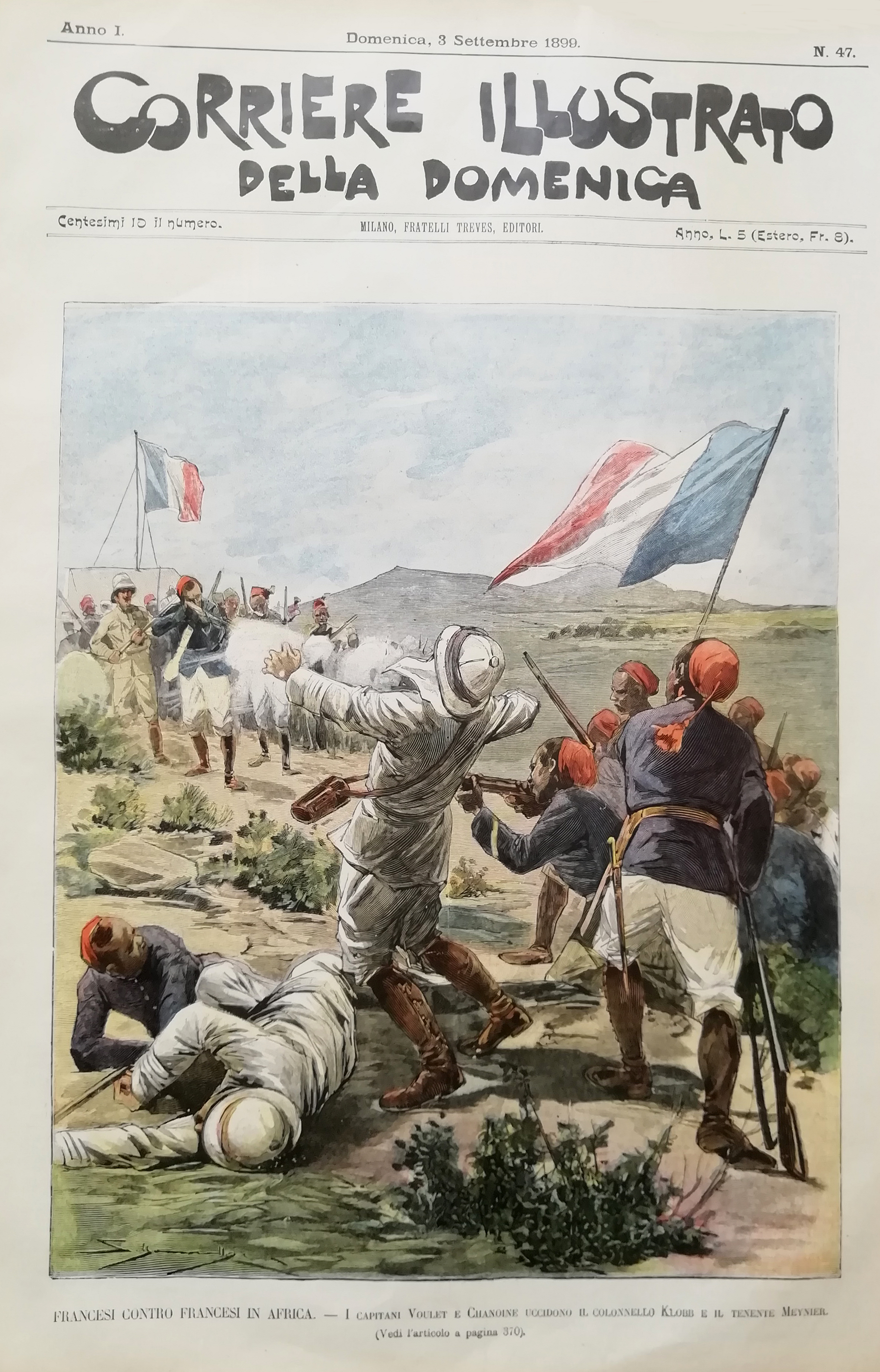
Klobb ucciso dalle truppe di Voulet

Era figlio di un notaio, Jean-Baptiste Klobb, e di Marie Rose Virginie Dinichert.
Studente all'École Polytechnique (classe 1876), entrò nel 1878 nell'École d'application de l'artillerie di Fontainebleau. Promosso sottotenente nel reggimento di artiglieria della marina il 1º ottobre 1880, divenne capo della 5ª compagnia degli operai dell'esercito nel febbraio del 1881.
Capitano in seconda il 6 ottobre 1882, fu assegnato allo stato maggiore particolare dell'artiglieria a Cherbourg, dove il 5 ottobre 1883 sposò Marie Emilie Marguerite Forget.
Il 1º gennaio 1885 fu nominato alla direzione dell'artiglieria in Guyana francese. Primo capitano il 12 giugno 1885, ricevette lo stesso incarico in Guyana il 1º gennaio 1886. Cavaliere della Legione d'Onore dal 1889, fu nominato ufficiale dell'ordine il 30 agosto 1889.
Venne inviato nel Sudan francese dove partecipò alla lunga guerra contro il signore locale Samory Turé. Fu promosso maggiore il 1º settembre 1892, anno in cui divenne capo di stato maggiore del colonnello Louis Archinard, governatore del Sudan Francese. Vi ritornò nel luglio del 1895, distinguendosi negli scontri contro i Tuareg, che sconfisse in una serie di battaglie combattute negli anni 1897–1898. Si assicurò il controllo su Timbuctù, messo in pericolo dal massacro di un plotone di spahis avvenuto nelle vicinanze della città nel giugno del 1897. Promosso tenente colonnello il 9 agosto 1898, 1º gennaio 1899 fu posto al comando della guarnigione di Timbuctù. Mentre svolgeva questo incarico incontrò il capitano Paul Voulet, comandante della missione Voulet-Chanoine, al quale fornì 70 tirailleur senegalesi e 20 spahis.
Nell'aprile del 1899, quando divennero note le atrocità compiute dalla missione Voulet-Chanoine, a Klobb fu ordinato di arrestare i capitani Voulet e Chanoine e di assumere il comando della missione. Klobb e il suo vice, il tenente Octave Meynier, lasciarono Timbuctù con 50 tirailleur e percorsero sulle tracce di Voulet e Chanoine più di 2000 km, scoprendo man mano che avanzavano l'ampiezza dei massacri da questi compiuti. Il percorso della missione era segnato da villaggi bruciati e corpi carbonizzati. Klobb vide donne impiccate agli alberi, fuochi da campo sui quali erano stati arrostiti bambini; alcune guide della spedizione, sgradite a Voulet, erano state appese vive in posizione tale che i piedi venivano mangiati dalle iene e il resto dei corpi dagli avvoltoi.
Il 10 luglio Klobb giunse a Damagaram Takaya, presso Zinder, dove fu informato dagli abitanti che Voulet e Chanoine erano a poche ore di marcia. Klobb inviò a Voulet un sergente con una lettera che lo informava della sua rimozione. Voulet scrisse a Klobb di avere 600 fucili contro i suoi 50 e di essere pronto a usarli se avesse osato avvicinarsi. Voulet e Chanoine non rivelarono il contenuto della lettera ai loro ufficiali, che nei giorni successivi furono inviati a compiere varie incursioni. Il 13 luglio i due capitani commisero l'ultimo loro massacro: come ritorsione per l'uccisione di due loro soldati compiuta dall'abitante di un villaggio, sterminarono 150 donne e bambini. La sera stessa Voulet scrisse una seconda lettera a Klobb, al quale ribadì di non avvicinarsi.
Ignaro del fatto che Voulet e Chanoine avevano tenuto nascosto il contenuto della lettera da lui inviata e convinto che nessun militare avrebbe osato sparare ad un ufficiale superiore, Klobb il 14 luglio si recò a Dankori, dove si trovava Voulet. Quest'ultimo ordinò ai suoi uomini di disperdersi e lanciò un ultimo avviso a Klobb, che lo ignorò, ordinando ai suoi di non sparare in nessuna circostanza. Quindi Klobb avanzò verso Voluet da solo, in alta uniforme e con la medaglia della Legion d'Onore sul petto. Voulet fece sparare due scariche di fucili in aria, ma poi, quando Klobb si rivolse ai soldati richiamandoli ai propri doveri, ordinò loro di aprire il fuoco minacciandoli con una pistola e uccidendo quelli che avevano rifiutato di eseguire gli ordini. Klobb cadde ferito: mentre stava nuovamente ordinando ai suoi uomini di non rispondere al fuoco, una seconda scarica lo uccise e i suoi si diedero alla fuga. Meynier, ferito, fu ritenuto morto dalla famiglia.
È sepolto a Timbuctù.

## Omaggi
A lui sono dedicate Rue Klobb à Ribeauvillé e Rue Colonel Klobb à Villeurbanne.